# Stazione di Villarios-Palmas
La stazione di Villarios-Palmas, nota anche come stazione di Villarios, era una fermata ferroviaria posta nel comune di Giba, lungo la linea Siliqua-San Giovanni Suergiu-Calasetta, al servizio degli abitati di Villarios e Palmas (quest'ultimo parte del comune di San Giovanni Suergiu).

## Storia
Edificata negli anni venti del Novecento, questa fermata venne costruita nell'ambito del progetto per la rete ferroviaria pubblica a scartamento ridotto del Sulcis-Iglesiente che in quel periodo fu realizzato per conto della Ferrovie Meridionali Sarde, che dell'impianto sarà l'unico gestore nel corso della sua storia. La costruzione della fermata fu conseguenza di un cambio del percorso rispetto al tracciato inizialmente progettato per la ferrovia, che avrebbe previsto il passaggio dei binari parallelamente alla SS 195 e la realizzazione di un impianto comune per Palmas e per il comune di Tratalias. Data l'impossibilità per quest'ultimo ente di realizzare la necessaria strada di collegamento con la stazione, la ferrovia fu deviata verso Tratalias al cui servizio fu realizzato uno scalo ferroviario a sé stante, mentre per gli abitanti di Palmas fu deciso di approntare comunque una fermata posta alcuni chilometri ad est del vecchio centro abitato e a nord-est dell'originario borgo di Villarios, con cui la struttura sarebbe stata condivisa. Il 13 maggio 1926 la fermata di Villarios-Palmas veniva inaugurata insieme alle due ferrovie realizzate dalle FMS; mentre l'attività aveva inizio il successivo 23 maggio con l'avvio dell'esercizio ferroviario sulla rete.
Nel corso degli anni tuttavia la mole di traffico che interessò l'impianto si rivelò piuttosto ridotta, soprattutto a causa della sua collocazione: lo scalo si trovava infatti in aperta campagna ad alcuni chilometri di distanza dalle due frazioni che serviva, distanza che crebbe negli anni sessanta con l'abbandono dei centri originari di Palmas e Villarios (minati alle fondamenta da infiltrazioni di acqua proveniente dal vicino lago artificiale di Monte Pranu) ed il trasferimento degli abitanti negli omonimi borghi costruiti ex novo in aree più lontane dalla fermata.
L'impianto rimase in attività sino al 1º settembre 1974, data di chiusura della rete ferroviaria FMS, il cui esercizio fu da allora sostituito da servizi di autocorse. Dopo la dismissione lo scalo venne disarmato e abbandonato.

## Strutture e impianti
Dal 1974 lo scalo non è più attivo e l'infrastruttura ferroviaria in esso presente è stata smantellata negli anni successivi.
Durante l'attività l'impianto presentava caratteristiche di fermata, essendo dotato di un unico binario passante, avente scartamento da 950 mm. Lo scalo era dotato inoltre di un fabbricato viaggiatori (ancora esistente seppure in stato di abbandono) avente pianta pressoché quadrata con estensione su due piani (più tetto a falde in laterizi) e con due accessi sul lato binari.

## Movimento
Nel periodo in cui fu attivo lo scalo era servito dai treni delle Ferrovie Meridionali Sarde, sebbene queste ultime utilizzarono l'impianto per buona parte della sua storia come fermata facoltativa per il proprio servizio viaggiatori.